# Île Ouatomo
L’île Ouatomo est un îlot de Nouvelle-Calédonie appartenant administrativement à la commune de l'Île des Pins.